# Koronthály Jenő
Koronthály Jenő (Szenice, 1883. október 30. – Budapest, 1970) festőművész.

## Élete
A budapesti Képzőművészeti Főiskolán Edvi Illés Aladárnál tanult.
1910-től kezdve állított ki a Műcsarnokban és a Nemzeti Szalonban. 1918-ban Győrben, 1921-ben a Nemzeti Szalonban csoportos kiállításon vett részt. 

## Művei
- Az erdő mélyén
- 1937 Lánchíd